# Dracula 3 : La Voie du dragon
Dracula 3 : La Voie du dragon, souvent désigné sous le nom de Dracula 3, est un jeu vidéo d'aventure pour PC développé par Kheops Studio et édité par Microïds. Le jeu est sorti en France le 10 avril 2008.
Ce jeu s'inscrit dans une série de jeux d'aventure sur le thème de Dracula, après Dracula : Résurrection paru en octobre 1999 et Dracula 2 : Le Dernier Sanctuaire paru en septembre 2000, bien que huit années séparent ce jeu de son prédécesseur dans la série, et que le développeur ne soit pas le même que pour les deux premiers opus de la série.

## Synopsis
1920. Mandaté par le Vatican, le père Arno Moriani se rend dans le village roumain de Vladoviste afin d'enquêter sur la vie de Martha Calugarul, une femme de science récemment décédée et susceptible d'être béatifiée pour son comportement durant la Première Guerre mondiale. Mais les investigations du jeune prêtre aboutissent bientôt sur des histoires de vampires...

## Système de jeu
Le jeu se joue avec le système de point and click et est essentiellement basé sur la résolution d’énigmes.
Grâce au moteur graphique qu'utilise le studio Kheops, le joueur peut se déplacer dans un environnement reconstitué en images de synthèse où il peut regarder autour de lui à 360°, manipuler des objets et interagir avec divers personnages.

## Accueil

### Critique
- Adventure Gamers : 4/5[2] - « Meilleur jeu d'aventure à la première personne pour PC de l'année 2008 »[3]
- GameSpot : 5/10[4]
- IGN : 7,2/10[5]
- PC Gamer US : 76 %[6]

### Récompenses
Le jeu Dracula 3 a reçu plusieurs récompenses.
Lors du Festival du jeu vidéo s'étant tenu le 26 septembre 2008, Dracula 3 a reçu le Milthon du meilleur scénario. À l'occasion de ce festival, le jeu avait aussi été nommé dans les catégories « Meilleur Jeu PC » et « Meilleure Bande-son ».
Le jeu a aussi été nommé lors des Imagina Awards 2009 dans la catégorie « Meilleur Jeu vidéo », section « Professionnel » (à mettre en opposition à la section « Écoles & Universités »).

## Adaptation sur iPhone / iPod Touch
Le 21 janvier 2010, Anuman Interactive (ayant racheté Microïds) et le studio Chillingo annoncent la sortie d'une première partie du jeu sur iPhone et iPod Touch, disponible sur l'App Store. La version iPhone est développée par Tetraedge et éditée par Chillingo. La seconde partie est sortie le 6 mars 2010, et la troisième et dernière partie le 7 mai 2010.